# Lomjovel
Lomjovel är en ort i Mexiko.   Den ligger i kommunen Oxchuc och delstaten Chiapas, i den sydöstra delen av landet, 800 km öster om huvudstaden Mexico City. Lomjovel ligger 2 195 meter över havet och antalet invånare är 119.
Terrängen runt Lomjovel är huvudsakligen kuperad. Lomjovel ligger uppe på en höjd. Runt Lomjovel är det ganska tätbefolkat, med 67 invånare per kvadratkilometer. Närmaste större samhälle är Chanal, 18,3 km sydost om Lomjovel. I omgivningarna runt Lomjovel växer i huvudsak städsegrön lövskog.